# Прапор Кролевця
Пра́пор Кролевця́ (МФА: [ˈprɑpor krɔɫeˈʋt͡sʲɐ]ⓘ) — міський стяг Кролевця.

## Опис
Прямокутне полотнище зі співвідношенням сторін 2:3 складається з трьох горизонтальних смуг білого, червоного і білого кольорів в співвідношенні 1:6:1. На білих смугах червоний орнамент. У центрі червоної смуги Архангел Михаїл з білими крилами, в білих обладунках, що тримає в правій руці білий меч, а в лівій — білі ваги, топче ногами чорного змія, заплетеного в вузол.

## Символіка
Архангел Михаїл в одязі воїна — стародавній символ міста Кролевець. Поєднання білого і червоного кольорів характерне для кролевецьких рушників, які також є символом міста.